# Orbexilum pedunculatum
Orbexilum pedunculatum är en ärtväxtart. Orbexilum pedunculatum ingår i släktet Orbexilum och familjen ärtväxter.

## Underarter
Arten delas in i följande underarter:
- O. p. gracile
- O. p. pedunculatum